# Camille Zeckwer

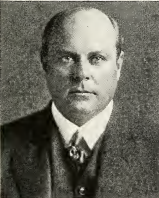
Camille Zeckwer, 1915

Camille Zeckwer (* 26. Juni 1875 in Philadelphia; † 7. August 1924 in Southampton) war ein US-amerikanischer Komponist und Direktor der Philadelphia Musical Academy. 

## Leben und Wirken
Der Sohn von Richard Zeckwer hatte zunächst Unterricht bei seinem Vater und studierte von 1893 bis 1895 in New York City bei Antonín Dvořák. Danach studierte er in Berlin bei Philipp Scharwenka Komposition und bei Florián Zajíc Violine. 
In den 1910er Jahren dirigierte er in Edwin Adler Fleishers Symphony Club. 
Nach dem Rücktritt seines Vaters 1917 wurde er als dessen Nachfolger Direktor der Philadelphia Musical Academy (heute University of the Arts).
Er komponierte eine Oper, ein sinfonisches Gedicht, ein Klavierkonzert, eine Schwedische Phantasie für Violine und Orchester, kammermusikalische Werke, Klavierstücke, Chorwerke und Lieder. 